# Enanos (Marvel Comics)
Hay diferentes tipos de Enanos ficticios que aparecen en los cómics estadounidenses publicados por Marvel Comics. Los más comunes de los enanos son los que se basan en los enanos de la mitología nórdica. Con frecuencia aparecen en historias con el superhéroe Thor.

## Historia

### Enanos de Mundo Extraño
Hay una raza de enanos que residen en Mundo Extraño. El elfo Tyndall de Klarn una vez vivió con un laberinto de enanos que fueron asediados por los Night-Fangers. Lo enviaron a una búsqueda en la que Tyndall se encontró con la recién nacida Velanna.
Tyndall y Velanna más tarde se encontraron con el ladrón enano Mud-Butt que más tarde se convirtió en su aliado.

### Enanos de Asgard
Los enanos eran más pequeños en estatura que los asgardianos y tenían cuerpos rechonchos y rechonchos. Su altura promedio era de cuatro pies. Eran más fuertes y más rápidos de lo que parecían, con habilidades de lucha que les permitían derrotar a oponentes más grandes. Los enanos solían ser artesanos y granjeros que mantenían relaciones amistosas de comercio y de paz con los dioses de Asgard, a pesar de que también eran conocidos por enviar asgardianos menores a los trolls como esclavos. Los enanos habitan en el reino de Nidavellir uno de los nueve mundos de la mitología nórdica. Nidavellir era parte de la masa de tierra donde estaban situados Asgard, Alfheim y Vanaheim. Los enanos fabricaron armas tan legendarias de Asgard como el martillo de Thor, Mjolnir y Odin, la lanza de Gungnir. Aunque fue la magia de Odin que impregnó a Mjolnir y Gugnir con sus encantamientos especiales. Los enanos son la raza que ha creado la mayoría de las armas y objetos encantados para los dioses.
Thor llega al taller del rey Sindri de los enanos, donde se le entrega un barco mágico para llevarlo a una misión especial para su padre Odin. El bote es lo suficientemente pequeño como para caber en un bolsillo, pero crece a tamaño completo y vuela si es necesario. Buscando cobertura de una tormenta furiosa, Thor le pide al Rey Sindri de los Enanos que le brinde refugio. Los Enanos que requieren proporcionar otro esclavo a los Trolls como pago para evitar que su reino sea atacado y dejan a Thor en el pozo de los Trolls sin saber quién era él.
Thor y Odin solicitaron los servicios de los Enanos, donde crearon Stormbreaker para Beta Ray Bill para que pueda combatir a los demonios que están plagando a los Korbonitas.
En el momento en que Tormenta y los Nuevos Mutantes estaban en Asgard, Cannonball terminó bajo tierra en el territorio de los Enanos, donde lo encuentran asediado por algunos Trolls de Roca. Después de ser apuñalado por la espalda mientras salvaba a la esposa de Eitri, es sanado después de la batalla y es bienvenido como un verdadero amigo de los Enanos. Los Enanos son atacados por los Elfos Oscuros y una Magma deformada.
Durante la historia de "Fear Itself", Iron Man le suplica a Odín que le permita usar sus talleres para fabricar armas para sus Vengadores para luchar contra la Serpiente y el Digno. Odín le otorga acceso a Svartalfheim en Asgard, donde se encuentra con Splitlip, quien acepta ayudar a Iron Man a fabricar nuevas armas. Cuando Iron Man llega a la conclusión de que necesita colocar su armadura en el Uru para mejorarla, él y los Enanos son atacados por un Golem hecho por los seguidores de la Serpiente llamados los Elfos Humos. Cuando el Golem está abandonando la armadura de Iron Man, los Enanos ayudan al Iron Man a derrotar al Golem. Mientras Iron Man se prepara para llevar las armas asgardianas a sus aliados, Splitlip y sus enanos reciben la aprobación para que Iron Man se deshaga de los Elfos de humo cautivos. Luego, Iron Man les da a los Elfos Humos la opción de ser tratados por los Enanos o despedirse. Los Elfos Humos eligen despedirse.

## Enanos conocidos

### Enanos de Mundo Extraño
- Mud-Butt –
- Perna –

### Enanos de Asgard
- Brokk – un herrero enano y hermano de Eitri que participó en la forja de Mjolnir.[12]
- Eitri – El rey de los enanos que es un maestro herrero.[12]
- Kamorr – un enano que es un sirviente y amigo personal de Heimdall.[13]
- Kindra – Un enano que es la hija de Eitri.[7]
- Screwbeard – un enano que es miembro de Liga de los reinos.[14]
- Sindri – Sindri fue el rey de los enanos durante la juventud de Thor.[4]
- Splitlip – El Maestro Enano de Nidavellir.[8]
- Throgg – Un herrero enano.[6]
- Tooth – un enano que trabajaba en Nidavellir.[8]

## En otros medios

### Televisión
Los Enanos de Asgard aparecen en el episodio de The Avengers: Earth's Mightiest Heroes, "La Caída de Asgard". Eitri y su banda de Enanos se encuentran con Iron Man allí después de que él fue teletransportado allí. Después de que Iron Man salvara a los Enanos de Ulik, los Enanos pudieron llevar a Iron Man a su fragua donde construyó una armadura hecha de Uru.

### Película
Los Enanos de Asgard aparecen en Avengers: Infinity War. Cuando Thor, Rocket Raccoon y Groot llegan a Nidavellir, encuentran a Eitri quien les informa que Thanos mató a la mayoría de los Enanos después de que forjaron el Guantelete del Infinito.

### Videojuego
Los Enanos de Asgard aparece en la adaptación del videojuego de Thor: The Dark World. Se vio a un Enano defendiendo a Nidavellir de los Merodeadores.

### Precuela
Los Enanos de Asgard aparece en la precuela de cómic de The Avengers titulada "The Avengers: The Avengers Initiative". Fueron obligados por Imir a crear un hacha especial que coincidiría con cualquier oponente, además de romper la trama de la realidad. Esta trama fue frustrada por Thor.